# 變成櫻花樹
《變成櫻花樹》（日语：桜の木になろう），為AKB48第20张 單曲。由King Records於2011年2月16日发售。

## 概要
本作为AKB48在每年日本的学校毕业时段发布的“樱花”系列毕业主题歌曲第五作。前四作分别是于2006年发售的《樱花的花瓣们》、于2008年发售的《樱花的花瓣们2008》、于2009年发售的《10年樱》以及于2010年发售的《樱花印記》。
与之前发售的第18张單曲《Beginner》相同，同时发售了兩種普通盤及初回限定生产盘，并同时发售了劇場盤。普通盘与初回限定生产盘的分别在于封面设计不同，以及有沒有初回特典。两种普通盘、初回限定生产盘与剧场盘的收录曲目各有不同（详细请见#收录曲）。
初回限定生产盘随盘附带DVD中所附特典“私服时尚秀大比拼”（ガチ私服ファッションショー）的影像，2種普通盤、初回限定生产盘各收录一个版本。同时，部分选拔组外的成员继续組成“Under Girls”（アンダーガールズ），演唱B面单曲《偶然的十字路》（偶然の十字路）。
在第18张单曲中組成，并在Team Pigg指名戰（チームピグ指名戦）中勝出的“MINT”，演唱了收錄於普通盤A的第二B面单曲《距亲吻100英里》（キスまで100マイル）。而由歌唱组与跳舞组共同结成的组合“DIVA”则演唱了收錄於普通盤B的第二B面单曲《K區域》（エリアK）。在第18张单曲中结成MINT及DIVA两组合时，只是作为单发组合，但后来又决定将其延续。劇場盤的第二B面单曲是由研究生所演唱的《黃金中央人物》（黃金センター）。
音乐影片（PV）的導演由是枝裕和担任。A面曲的PV是自第16张单曲《馬尾與髮圈》在关岛取景以来首次到室外拍摄。《偶然的十字路》PV的外景地选择在千叶县香取市。AKB48剧场經理户贺崎智信在PV中登场，SDN48大堀惠在PV中舞台的海报中登场。封面由曾为Mr.Children设计过CD封面的森本千绘负责设计。
單曲的銷售口号是“我會永遠 都在這裡”（日语：僕はいつまでも ここにいる）。

### 主要纪录
据发售前的1月份所公布之数字，本作首次出货数量预定为100万张，为AKB48史上最高。实际初回出货数量据媒体报道为110万张。在发售前一日（2011年2月15日）的Oricon单日单曲销售排行榜上，创下推算销售数量65.5万张的纪录。这刷新了由AKB48自身所保持的上上张单曲《Beginner》所创下的单日56.8万张（2010年10月26日）的纪录，也创下了自公布单日单曲排行中推算销售数量以来的新高。这也是首次出现单日推算销售数量破60万张的情况。
同时，这一初日销售数已经超过了之前AKB48自身除《Beginner》以外所有单曲的初动销售数量。单日单曲销售排行榜统计第2天（2011年2月16日）销售数量为10.1万张，连续两天突破10万张。第3－4天（2011年2月17－18日）两天均销售5万余张。由此，在推算销售量统计上已经超过《Beginner》的初动销售量（82.7万张）。
首周销售数量最终达到94.2万张。这一数字达到历代第6位，女性艺人中仅次于宇多田光的《Addicted To You》排名第二。这也是时隔11年3个月以来再一次出现首周销售90万张以上的情况。这也是AKB48自《馬尾與髮圈》以来连续第五张单曲的首周销量超过50万张。
根据Oricon截至3月5日的周榜统计，本作销售量已突破100万张。这是AKB48自《Beginner》以来，再一次单曲销量超过百万。
AKB48憑此單曲、《Everyday、髮箍》、《飛翔入手》、《風正在吹》和《崇尚麻里子》，名列2011年Oricon單曲年榜首五位，刷新由Pink Lady、光GENJI和嵐創下的首三位的紀錄，同時五張單曲均取得過百萬銷量，刷新由Mr.Children創下的四張百萬單曲的紀錄，並且憑734.6萬張成為歷來單曲年榜總銷量的第一位。

## 參與成員[7]
團隊所屬情况均截止至发售时
- AKB48的全部成員、SKE48的第4张單曲《1!2!3!4! 請多關照!》普通盤A封面成員以及大矢真那參加了本次單曲的录制。

### 變成櫻花樹
（粗字体标注者参加了完整版PV录制）
（中央位置：前田敦子）
- Team A：小嶋陽菜、指原莉乃、篠田麻里子、高城亞樹、高橋みなみ、前田敦子
- Team K：板野友美、大島優子、峯岸みなみ、宮澤佐江
- Team B：河西智美、柏木由紀、北原里英、渡邊麻友
- SKE48 Team S：松井珠理奈、松井玲奈
上一张单曲中的选拔成员本次只有小嶋、高城、前田敦、河西得以继续进入选拔组。本作選拔成員和上上作《Beginner》相同。
收录于初回限定盘DVD的完整版PV中只有6人参加，这是A面单曲中最少一次。

### 偶然的十字路
“Under Girls”名義
（橫山由依、木本花音 為中心成员）
- Team A：多田愛佳、仲川遙香、前田亞美
- Team K：內田真由美、菊地あやか、仁藤萌乃、藤江れいな、橫山由依
- Team B：石田晴香、奧真奈美、小森美果、佐藤すみれ、宮崎美穗
- SKE48 Team S：大矢真那、矢神久美
- SKE48 Team KII：高柳明音、向田茉夏
- SKE48 Team E：木本花音
从未进入选拔组的成员当中，橫山、木本是首次被选为Under Girls。木本是首次参加以AKB48之名义发售的单曲录制。大矢是自《涙之Sea Saw Game》以来相隔2作首次回归。在上作中担任中心成员的内田是首次被选为Under Girls。
上上张单曲的Under Girls中，片山与松井咲参加了MINT，岩佐、中塚、米澤、平嶋转为参加DIVA。参加了上上作单曲Under Girls的木崎由里亚与石田安奈本次并未参加。

### 距離KISS 100哩
“MINT”名義
（前田敦子 为中心成员）
- Team A：片山陽加、前田敦子
- Team K：仁藤萌乃、松井咲子
- Team B：河西智美
在“Team Pigg”指名战中获票最多的MINT组合，自第18张单曲《Beginner》以来第二次担任B面单曲的演唱。

### K區域
「DIVA」名義
粗體字為歌唱組成員。倉持明日香、秋元才加、梅田彩佳、增田有華為主唱。
- Team A：岩佐美咲、大家志津香、倉持明日香、中田ちさと、仲谷明香、松原夏海
- Team K：秋元才加、梅田彩佳、田名部生來、中塚智實、野中美鄉、米澤瑠美
- Team B：小林香菜、佐藤亞美菜、佐藤夏希、鈴木まりや、近野莉菜、平嶋夏海、增田有華
DIVA是为因应第18张单曲而組成的特別組合，明確分出歌唱組及跳舞組，并作针对性训练。成員是由並未進入選拔及Under Girls的成員所組成。
內田及大矢转为Under Girls，由岩佐、中塚、米澤、平嶋代替。其余成員均為前作DIVA的成員。

### 黄金中央人物
“Team 研究生”名義
- Team 研究生：阿部マリア、伊豆田莉奈、市川美織、入山杏奈、牛窪紗良、大場美奈、加藤玲奈、金澤有希、川榮李奈、小嶋菜月、小林茉里奈、島崎遙香、島田晴香、鈴木紫帆里、竹内美宥、永尾まりや、仲俁汐里、中村麻里子、名取稚菜、藤田奈那、森杏奈、森川彩香、山内鈴蘭、山口菜有
全体研究生均参加。

## 收錄曲目

### Type A
封面寫真（表・裏）：前田敦子・篠田麻里子・指原莉乃・柏木由紀・峯岸みなみ・宮澤佐江・渡邊麻友・小嶋陽菜
CD
1. 《變成櫻花樹》（桜の木になろう）[5:29]
作詞：秋元康、作曲：橫健介、編曲：野中雄一
AKB48×日本電視台 9夜特別連續劇《來自櫻花的信 ～AKB48 各自的畢業故事～》主題歌
Serend“AKB48×同級生SNS的Serend 连接母校选拔”广告主题歌
  - UHA味覺糖『ぷっちょ×AKB48』CM歌曲
  - CS家庭劇場『AKB48神TV特別節目〜年青研究生 in 關島〜』開頭曲
2. 《偶然的十字路》（偶然の十字路）[3:44]
作詞：秋元康、作曲：緒形真平、編曲：野中雄一、吉他編曲：堀崎翔、歌：Under Girls
MV的監督是大橋洋生（SignaL）。
日本自行车协会“自行车协会认证BAA标志”广告主题歌
3. 《距離KISS 100哩》（キスまで100マイル）[4:10]
作詞：秋元康、作曲：早川暁雄、編曲：原田Now、歌：MINT
MV的監督是丸山健志（KRK PRODUCE）。
Team Pigg指名戰的投票最多為MINT，是18th單以来第2次的C/W曲。
4. 《變成櫻花樹》（off vocal ver.）
5. 《偶然的十字路》（off vocal ver.）
6. 《距離KISS 100哩》（off vocal ver.）

DVD
1. 《變成櫻花樹》Music Clip（完整版）
2. 《偶然的十字路》Music Clip
3. 《距離KISS 100哩》Music Clip
4. 特典映像“私服时尚秀大比拼”（ガチ私服ファッションショー）（Type-A） [8]

特典
- 全國握手會活動 powered by ネ申TV之參加券（仅限初回完全限定生產盤）

### Type B
封面寫真（表・裏）：板野友美・高橋みなみ・高城亞樹・松井玲奈・松井珠理奈・河西智美・北原里英・大島優子
CD
1. 《變成櫻花樹》
2. 《偶然的十字路》
3. 《K區域》（エリアK）[4:01]
作詞：秋元康、作曲：Gajin、編曲：武藤星児、歌：DIVA
MV的監督是中村太洸（KRK PRODUCE）。
4. 《變成櫻花樹》（off vocal ver.）
5. 《偶然的十字路》（off vocal ver.）
6. 《K區域》（off vocal ver.）

DVD
1. 《變成櫻花樹》Music Clip（完整版）
2. 《偶然的十字路》Music Clip
3. 《K區域》Music Clip
4. 特典映像“私服时尚秀大比拼”（ガチ私服ファッションショー）（Type-B）

特典
- 全國握手會活動 powered by ネ申TV之參加券（仅限初回完全限定生產盤）

### 劇場盤
1. 《變成櫻花樹》
2. 《偶然的十字路》
3. 《黃金中央人物》（黄金センター）
作詞：秋元康、作曲：飯田建彦、編曲：野中雄一、吉他編曲：堀崎翔、歌：Team 研究生
4. 《變成櫻花樹》（off vocal ver.）
5. 《偶然的十字路》（off vocal ver.）
6. 《黃金中央人物》（off vocal ver.）

特典
- 劇場盤發售紀念大握手會參加券
- 成員個別生寫真1張

## 音樂合作
- AKB48×日本電視台連續劇《來自櫻花的信 ～AKB48 各自的畢業故事～》主題曲(#1)
- Serend「AKB48×同級生SNS的Serendo」廣告歌 (#1)
- UHA味覺糖廣告歌(#1)
- CS家庭劇場《AKB48神TV SP〜年青研究生 in 關島〜》主題曲(#1)
- 自行車協会「BAA標誌」廣告歌(#2)

## 備註
1. ↑  包括音樂下載單曲《Baby! Baby! Baby!》。若包括獨立製作時期單曲，則為第22張。
2. ↑  . 体育日本. 2011-01-20  [2011-02-18]. （原始内容存档于2011-01-24） （日语）.
3. ↑  . 产经体育. 2011-02-17  [2011-02-18]. （原始内容存档于2011-02-20） （日语）.
4. ↑  . Oricon. 2011-02-17  [2011-02-17]. （原始内容存档于2012-10-23） （日语）.
5. ↑  . 共同社. 2011-03-08  [2011-03-08] （日语）.
6. ↑  （日語）. Oricon. 2011-12-19  [2011-12-19]. （原始内容存档于2013-11-08）.
7. ↑  （日語）. HMV ONLINE. 2011-02-16  [2012-04-05]. （原始内容存档于2011-02-11）.
8. ↑  出演顺序依次为小嶋、指原、篠田、高城、高橋、前田、板野、大島、峯岸、宮澤、河西、柏木、北原、渡辺、松井珠、松井玲。Type-B与此相同。

## 外部連結
- AKB48官方YouTube频道公开播放影片：
  - YouTube上的《變成櫻花樹》PV

- （日語）Ameba Pigg AKB48 Team Pigg指名戰官網（页面存档备份，存于）
- （日語）AKB48×日本電視台 9夜特別連續劇《來自櫻花的信？AKB48 各自的畢業故事？》官網（页面存档备份，存于）

- 單曲日文官方網頁（KING RECORDS）（日語）
  - Type-A（初回限定盤）（页面存档备份，存于）
  - Type-B（初回限定盤）（页面存档备份，存于）
  - Type-A 通常盤（页面存档备份，存于）
  - Type-B 通常盤（页面存档备份，存于）

- 《變成櫻花樹》單曲中文官方網頁（台灣總代理 金牌大風/台壓盤）（繁體中文）
  - Type-A
  - Type-B